# The Exploding Girl
The Exploding Girl – amerykański film dramatyczny z 2009 roku w reżyserii Bradleya Rusta Graya, wyprodukowany przez wytwórnię Oscilloscope Pictures. Główne role w filmie zagrali Zoe Kazan i Mark Rendall.
Premiera filmu odbyła się 6 lutego 2009 podczas 59. Międzynarodowego Festiwalu Filmowego w Berlinie. Trzynaście miesięcy później, 12 marca 2010 obraz trafił do kin na terenie Stanów Zjednoczonych.

## Fabuła
Film opisuje historię studentki Ivy (Zoe Kazan), która cierpi na epilepsję. Dziewczyna wraca na wakacje do domu na Brooklynie. Jej przyjaciel z dzieciństwa Al również przyjeżdża do miasta na międzysemestralną przerwę. Para spędza ze sobą dużo czasu, co sprawia, że łączące ich dawniej uczucia odżywają.

## Obsada
- Zoe Kazan jako Ivy
- Mark Rendall jako Al
- Maryann Urbano jako mama
- Hunter Canning jako Cary
- Margot Ruth Tenenbaum jako kuzynka
- Genevieve T. Eisner jako dziecko
- Nichael Alexander Eisner jako mąż kuzynki

## Produkcja
Zdjęcia do filmu zrealizowano w Nowym Jorku.

## Odbiór

### Krytyka
Film The Exploding Girl spotkał się z pozytywną reakcją krytyków. W serwisie Rotten Tomatoes 75% z trzydziestu sześciu recenzji filmu jest pozytywne (średnia ocen wyniosła 6,5 na 10). Na portalu Metacritic średnia ocen z 15 recenzji wyniosła 69 punktów na 100.

### Nagrody i nominacje
| Rok  | Miejsce                                           | Nagroda           | Kategoria                     | Odbiorcy i nominowani                                  | Wynik     |
| ---- | ------------------------------------------------- | ----------------- | ----------------------------- | ------------------------------------------------------ | --------- |
| 2011 | 25. ceremonia wręczenia Independent Spirit Awards | Nagroda Specjalna | Nagroda im. Johna Cassavetesa | Ben Howe, Bradley Rust Gray, Karin Chien i So Yong Kim | nominacja |